# Aristostigmat

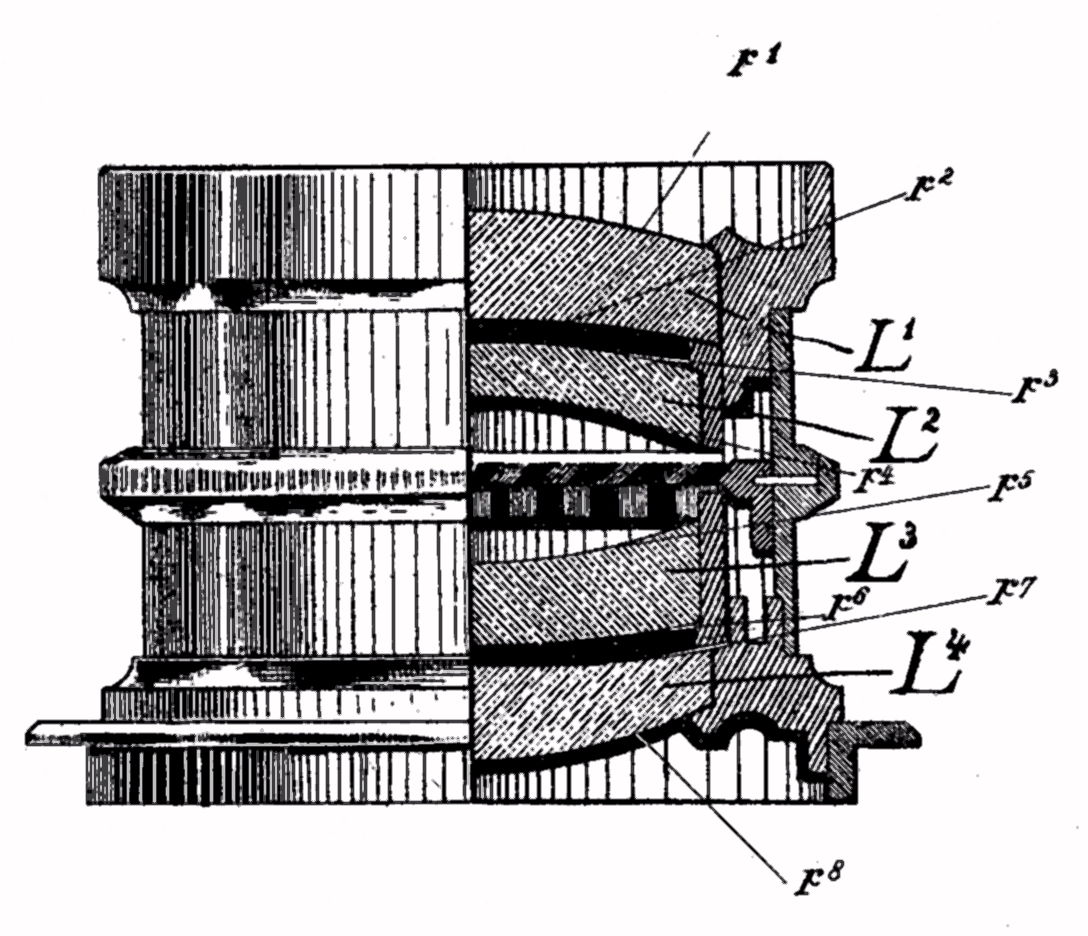
Originalzeichnung aus dem Meyer-Patent für ein „Photographisches Doppelobjectiv“

Das Aristostigmat ist ein historisches Kameraobjektiv von Hugo Meyer (Görlitz). Technisch ist es eine Weiterentwicklung des Gaußschen Doppelobjektivs.
Nachdem der US-Amerikaner Alvan Graham Clark 1888 das vierlinsige Gaußsche Doppelobjektiv für die Vereinigten Staaten hatte patentieren lassen, entwickelte Meyer eine stark verbesserte, sehr erfolgreiche Version. Meyer konnte durch moderne Glassorten nicht nur die sphärische und chromatische Aberration korrigieren, sondern auch den Astigmatismus (Deutsches Reichspatent (D.R.P.) 125560 vom 10. Juni 1900). Dies war Clark mit dem Gauß-Objektiv noch nicht gelungen. Das von Paul Rudolph kurz zuvor für Zeiss entwickelte Planar hatte für die Korrektur des Astigmatismus (bei geringer Bildfeldwölbung) noch sechs Linsen benötigt.
Das Aristostigmat besteht aus zwei weitgehend symmetrisch um die Blende angeordneten, nicht verkitteten, stark gekrümmten Linsenpaaren. Damals gab es noch keine Antireflexbeschichtungen, um störende Reflexe zu reduzieren, die bei mehrlinsigen Objektiven leicht entstehen. Daher setzten die Konstrukteure auf den Einsatz stark gekrümmter Meniskus-Linsen.
Im Meyer-Katalog von 1936 werden Aristostigmate der maximalen Blenden 1:4,5 (lichtstark, Bildwinkel 75 Grad) und 1:6,3 (Bildwinkel 90 Grad) – letzteres als Universalobjektiv für „Gruppen, Portraits, Innenräume und andere Gelegenheiten“ – angeboten. Hinzu kommt ein Weitwinkel-Aristostigmat 1:9 mit 100 Grad – laut Eigendarstellung das damals beste Weitwinkelobjektiv.

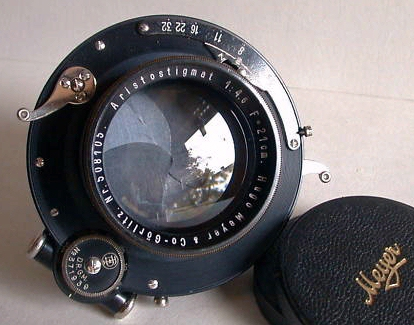
Hugo Meyer & Co., Görlitz
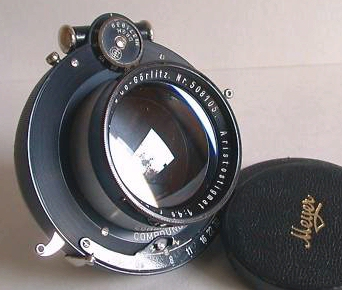
Aristostigmat 1:4,6/21 cm
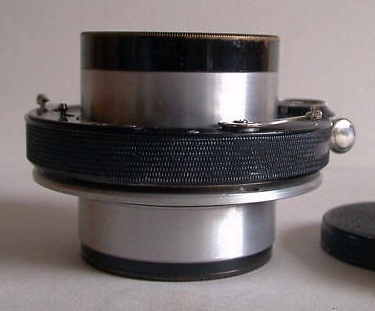
Mit Zentralverschluss
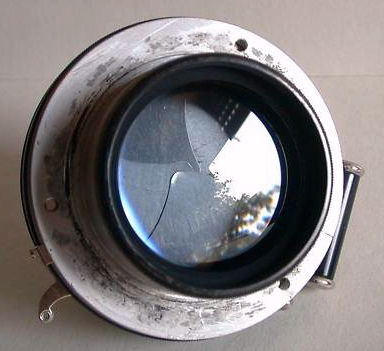